# Oglejski patriarhat
Oglejski patriarhat (latinsko Patriarchatus Aquileiensis) je zgodovinsko ime za ozemlje pod cerkveno in posvetno oblastjo patriarhov iz Ogleja, ki je bilo zelo pomembno predvsem zaradi geostrateške lege med Alpami in Jadranom. Obsegal je velik del današnjega slovenskega etničnega ozemlja, kar je močno vplivalo na zgodovino Slovencev do leta 1751, ko je bil ukinjen.

## Zgodovinska terminologija
Izraz Oglejski patriarhat se uporablja za tri različne zgodovinske enote, ki dejansko niso sovpadale niti časovno niti po obsegu ozemlja. To so:
- upravna enota katoliške cerkve (škofija/nadškofija) od prvih časov krščanstva, verjetno že prvega stoletja našega štetja, do leta 1751, ko je bila vključena v Videmsko nadškofijo. Obsegala je v glavnem mesto Oglej z neposredno okolico.
- upravna enota katoliške Cerkve (cerkvena pokrajina, sestavljena iz nadškofije in sufraganskih škofij) od leta 568 do leta 1751, ko je bila razdeljena na Videmsko nadškofijo in Goriško nadškofijo. Meje njenega obširnega ozemlja so že v petem stoletju potekale na zahodu po reki Pad od izliva do pritoka reke Mincio, nato naravnost proti severu z vključitvijo Gardskega jezera do reke Donave, naprej po Donavi proti vzhodu do današnjega Bregenza, kjer so se obrnile na jug do reke Save in nato na zahod do Postojne in preko severne Istre do morja. Leta 731 je bila cerkvena pokrajina razdeljena na dva patriarhata: Oglejski patriarhat je zavzemal poleg oglejske nadškofije vse furlanske sufraganske škofije do zahodne meje, Gradeški patriarhat pa je imel oblast nad sufraganskini škofijami Beneške kneževine. Leta 1420 je bil sedež gradeškega patriarhata prenesen v Benetke.
- ozemeljska upravno-politična enota, imenovana Patrie dal Friûl, ki jo je upravljal patriarh katoliške cerkve med letoma 1077 in 1420 kot vazal Svetega rimskega cesarstva. Ozemlje je v glavnem sovpadalo z ozemljem cerkvene pokrajine, vendar se je v nekaterih obdobjih razširilo preko vse Istre, južne Tirolske, Koroške, delno Kranjske in Štajerske.[1]

## Ustanovitev patriarhata
Škofija: Prvi oglejski škof je bil sveti Mohor, ki ga je po legendi evangelist Marko spoznal, ko je v Ogleju prevajal svoj evangelij v latinščino. Nato naj bi ga priporočil svetemu Petru, rimskemu škofu, ki ga je posvetil v škofa. Mohor je skupaj s svojim diakonom Fortunatom umrl mučeniške smrti okoli leta 70. 
Cerkvena pokrajina: Za uradno letnico ustanovitve patriarhata šteje leto 568, ko so oglejskemu škofu dodelile naziv patriarh sufraganske škofije po širnem ozemlju, ki ga je upravljal. Naziv oglejski patriarh se prvič omenja v 6. stoletju v nekem pismu papeža Pelagija I. Tudi v dogmatičnem sporu Tri poglavja (šesto/sedmo stoletje), kjer se je oglejski škof Pavlin I. pridružil nestorjancem, se je on sam imenoval za patriarha. Proglasitev patriarhata je v bistvu pomenila proglasitev samostojnosti, to je neodvisnosti od Rima in Konstantinopla.
Politična enota: Leta 626 so Langobardi podelili oglejskim škofom posvetno oblast nad ozemljem, ki so ga upravljali. 

## Dogmatični spor in delitev patriarhata
Dogmatični spor imenovan Tri poglavja  je bil povod za interni razkol patriarhata. Odlok cesarja Justinijana iz leta 543 (Obsodba treh poglavij) je obsodil nekatere nauke, ki naj bi bili podlaga za nestorianstvo. S tem se je hotel zbližati stališču rimskega papeža in tako ustaviti hude polemike med bogoslovci. Papež Vigilij pa ni bil istega mnenja in je Justinijanove besede razumel kot kršitev določil kalcedonskega koncila. Spor med primatoma se je povlekel in med cesarjevinm nasiljem in papeževim omahovanjem je bil sklican Drugi koncil v Kostantinoplu, ki pa položaja ni razjasnil. Nasprotno, prišlo je do odločnih opredelitev za eno ali drugo stran in do končne shizme. 
Dogmatična shizma je bila političnega značaja, ker je v resnici šlo le za priznanje avtoritete ene ali druge tedanje verske oblasti. Zaradi različnih teoloških mnenj se je tudi oglejski patriarhat razdelil na dva tabora, kar pa ni privedlo do filozofskih razprav ali do verske vojne, temveč le do delitve ozemlja: to daje sklepati, da je bil dogmatični spor le izgovor za uveljavitev politične oblasti.
V vseh 150 letih, kolikor je trajala shizma, noben oglejski škof ni skušal poravnati spora in niti Langobardi, ki so v tem času zavladali nad ozemljem, niso skušali posredovati med sprtima strankama. Spor se je zaključil šele leta 699/700, ozemeljska delitev pa je ostala. Južni del Oglejskega patriarhata je postal Gradeški patriarhat, ki je v vsem sprejel stališče rimske cerkve. Oglejska Cerkev je pa še naprej, vse do leta 1596 uporabljala svoj lastni bogoslužni obred.
Čeprav je bil odcep južnih predelov Oglejskega patriarhata le posledica verske shizme in prevzemanja posvetne oblasti, so bili glavni vzroki razdelitve tudi kulturnega značaja. Oglej in vsa Furlanija pod langobardsko oblastjo so bili bolj dovzetni za nove oblike oblasti, medtem ko so obalni predeli bili bolj konservativni in strogo navezani na klasične strukture in bizantinska pravila sosednje Beneške republike. Medtem ko so v Ogleju bili pripravljeni na samostojnost, so v Gradežu razumevali bodočnost samo v okviru sodelovanja s Papeško državo in Benečani.
Leta 731 se je tudi cerkvena pokrajina uradno razdelila na dve enoti, to je Oglejski patriarhat in Gradeški patriarhat, ki je po nastopu Beneške republike (1420) postal Beneški patriarhat (uradno prenešen v Benetke 1451). O razhajanju osnovne miselnosti dveh patriarhatov priča tudi neuspeli poskus ponovne združitve, ki jo je hotel uvesti prvi mantovanski koncil, sklican prav v ta namen leta 827.

## Od Langobardov do Benečanov
V poznem šestem stoletju so s severa vdrli na Apeninski polotok Langobardi. V kratkem so osvojili večino severne Italije in podjarmljene pokrajine organizirali v kneževine, ki so bile upravno precej samostojne. Dolžnosti teh kneževin so bile predvsem formalna podložnost kralju, plačevanje davkov in služenje vojske.  Tudi Oglejski patriarhat je kmalu prišel pod Langobarde in bil vključen v Furlansko kneževino. Ko so Franki izpodrinili Langobarde (773–774), je Karel Veliki organiziral ozemlje po frankovskem načinu in kneževine so postale grofije. Skupaj z drugimi bivšimi langobardskimi kneževinami je bil patriarhat vključen v Regnum Italiae, ki je trajal do leta 1014, ko je bilo ozemlje priključeno Svetemu rimskemu cesarstvu. Cesarstvo je bilo obsežno in razvejano; številni problemi notranjega značaja so dovolili manjšim enotam skoraj popolno avtonomijo. Tudi Oglejski patriarhat, ki je bil v vseh ozirih le cesarski vazal, je bil dejansko pod oblastjo cerkvenega patriarha in lastnega parlamenta, zato se je smatral za samostojno politično enoto Patrie dal Friûl.
Proti koncu štirinajstega stoletja je začel patriarhat propadati, največ zaradi nasprotij med Čedadom in Vidmom, ki so potegnila v spor večino furlanskih občin, pa tudi zunanje somišljenike. Na stran Čedada so se postavile skoraj vse furlanske občine, Carrara, Padova in celo ogrski kralj. Videm so podprli predvsem Benečani. Prišlo je do spopadov med cesarsko vojsko, ki je ščitila Čedad, in Benečani, ki so iskali priliko za osvojitev patriarhalnih ozemelj. Po štirih letih krvavih spopadov so leta 1420 dokončno zmagali Benečani. Osvojenemu delu patriarhata je bila sicer dovoljena precejšnja upravna avtonomija, a parlament je izgubil suverenost in je bil vključen v beneško upravo. S tem se zaključi zgodovina Oglejskega patriarhata kot ozemeljske politične enote.
Po tem porazu so patriarhi obdržali cerkveno oblast, vendar je večkrat prihajalo do sporov, največ pri imenovanju patriarhov, ker je bilo ozemlje patriarhata zdaj razdeljeno med Beneško republiko (kjer je bil tudi sedež patriarha; glej Beneški patriarhat) in habsburško Avstrijo. Na zahtevo Benetk in Avstrije je papež Benedikt XIV. leta 1751 ukinil patriarhat in njegovo ozemlje leta 1752 razdelil na videmsko in goriško nadškofijo. Videmska nadškofija je obsegala beneška ozemlja, goriška pa avstrijska. Oglej, vključen v goriško nadškofijo, ni imel več niti škofije. S tem se zaključi zgodovina Oglejskega patriarhata kot škofije in kot cerkvene pokrajine.
Leta 1968 je bila ustanovljena Oglejska nadškofija vendar samo naslovno; trenutni nosilec naziva oglejskega nadškofa (kot naslovni škof) je Charles John Brown, apostolski nuncij v Albaniji. Gre za častni naslov, ker je škofija s svojim sedežem izpričana samo zgodovinsko in ne obstaja več.

## Furlanski parlament
Ena od posebnosti Oglejskega patriarhata je bila prisotnost parlamenta, ki je bil najvažnejše telo njegove politične uprave. Sprva je imel le posvetovalno funkcijo, pozneje pa je bil tudi odločilni zakonodajni in sodni organ. Deloval je od leta 1231 do leta 1805, se pravi tudi po ukinitvi samostojnosti in prehodu pod Benečansko oblast. 
Nastanek parlamenta, ki je bil sestavljen iz predstavnikov plemstva in klera, se postavlja v leto 1231, ker je bil tega leta izdan njegov prvi odlok. V štirinajstem stoletju se je parlament razširil s pristopom predstavnikov meščanstva in je začel izdajati zakone ter odločati v sodnih zadevah najvišje stopnje. Razen tega je bil zadolžen za javni red, določanje davkov in odnose z drugimi državami. Imel je tudi nalogo preskrbeti določeno število oboroženih vojakov v slučaju potrebe. Iz vrst parlamenta je bil izvoljen consiglio [konsìljo], njegov izvršni organ. Po letu 1420 je bilo delovanje omejeno na posvetovanje, predlaganje novih zakonov in ratifikacijo republiških zakonov. V šestnajstem stoletju se je parlamentu pridružila še četrta veja predstavnikov, in sicer kmetovalci, ki so imeli pravico predlagati nove zakone in postavljati veto na predloge ostalih predstavnikov. Vendar se položaj parlamenta s tem ni izboljšal. S časom je izgubil vsak pomen.
Parlament se je zadnjič sestal leta 1805, ko ga je ukinil Napoleon.

## Patriarhat na Slovenskem
V šestem stoletju so Langobardi zasegli severni predel patriarhata, ki je postal prva od langobardskih kneževin. V Čedadu so vzpostavili močno vojaško postojanko, ki so jo pa kmalu uničili Avari, ki so nato opustošili furlansko nižino in se umaknili nazaj proti Panoniji. Langobardi so v protinapadu zasegli tudi ozemlja onkraj Čedada, kjer so podjarmili prebivalstvo slovanskega porekla, ki se je priselilo z navalom Avarov, a se ni pridružilo njihovemu umiku. Langobardi so tem Slovanom dovolili bivanje v zameno za njihovo vojaško obrambo severnih meja. Kot langobardski vojščaki so bili ti Slovani oproščeni tlake in desetine, vendar v stalni vojaški pripravljenosti na možni napad Avarov ali Bizantincev.
Kakor poroča Pavel Diakon, Slovani na severni meji patriarhata niso bili vsi miroljubni priseljenci in zvesti podložniki patriarhata. V začetku osmega stoletja so se vmešali v politične zadeve kneževine in z orožjem premagali in pobili skoraj vse langobardsko plemstvo. Toda okoli leta 710 je prišel na oblast knez Penmo (ali Pemmo), ki je Slovane dokončno premagal v kraju Brajda (furlansko Laurins, italijansko Laurini) pri Tavorjani (Torean, Torreano) v okolici Čedada.  Po legendi so Langobardi v bitki izgubili le enega vojaka, medtem ko naj bi bili Slovani pobiti do zadnjega moža. Moderni zgodovinarji pa postavljajo domnevo, da so prav preživeli Slovani bili prvi slovanski prebivalci Beneške Slovenije. Možnost, da je po bitki preživelo precejšnje število Slovanov, bi tudi nekako opravičila dejstvo, da se je pozneje sam Penmo hotel skriti med slovansko prebivalstvo, ko je prišel navzkriž z langobardskim kraljem Liutprandom.
V času Karla Velikega je patriarh Pavlin II. (pozneje znan kot sveti Pavlin Oglejski) razširil svojo oblast nad istrskimi škofijami. Po zmagi Karla Velikega nad Obri se je leta 796 Pavlin sestal s salzburškim nadškofom Arnom in se dogovoril za mejo med nadškofijama na vzhodnem delu. Na ozemlju Karantanije je mejo dokončno potrdil Karel Veliki 14. junija 811. Meja je potekala po reki Dravi in je bila precej pomembna za zgodovino Slovencev, saj je ozemlje severno od Drave odtlej spadalo pod cerkveno oblast Salzburške nadškofije, ozemlje južno od nje pa pod Oglejski patriarhat.
Za Slovence sta imela velik pomen zlasti patriarh Pelegrin I. (1131–1161), ki je ustanovil samostana v Stični (1136) in v Gornjem Gradu (1140), ter patriarh Bertold Andeški, ki je hotel leta 1237 ustanoviti škofijo s sedežem v Gornjem Gradu.
Cesar Friderik III. Habsburški je 6. decembra 1461 na zgolj majhnem delu ozemlju, ki je prej spadalo v oglejski patriarhat, ustanovil ljubljansko škofijo, ki ni bila podrejena patriarhu, pač pa neposredno papežu. Prvi škof novoustanovljene škofije je bil Žiga grof Lamberg.

## Ukinitev patriarhata
Ko so v letih 1418−1420 Benečani zasedli Furlanijo, je patriarhov sedež v Vidmu leta 1420 prišel pod Beneško republiko.
Zatem so se na sedežu patriarhata vrstili možje iz beneških patricijskih rodbin, ki pa skorajda niso več prihajali na slovensko stran. Patriarhat je bil namreč odtlej razdeljen na dva dela: zahodni, furlanski del je spadal pod Beneško republiko, vzhodni, slovenski del, pa po izumrtju celjskih knezov in goriških grofov (1456 oziroma 1500), v celoti pod Habsburžane. Patriarhi so bivali na beneškem ozemlju, habsburška oblast pa jim praktično ni več dopuščala dostopa na slovenski del patriarhata. Zadnji, ki je pod patriarhom vizitiral slovenske kraje, je bil patriarhov koadjutor Francesco Barbaro, ki je vizitacijo opravil leta 1593. Celo arhidiakoni so se odtlej v cerkvenih zadevah obračali na apostolskega nuncija na Dunaju, ki je škofovske zadeve poverjal škofom z avstrijskega ozemlja, največkrat so te naloge opravljali škofje iz Pična v Istri.
Leta 1751 je papež Benedikt XIV., tudi na pritisk dunajskega dvora, oglejski patriarhat ukinil, za ozemlje patriarhata pod habsburško vladavino (tj. za večino slovenskega prostora do reke Drave na severu) ustanovil Goriško škofijo, za ozemlje beneške republike v Furlaniji pa Videmsko škofijo.